# Vöre krsztsánszke krátki návuk
Vöre krsztsánszke krátki návuk (slovensko: Kratki nauk krščanske vere) je prekmurski evangeličanski katekizem. Napisal ga je Štefan Küzmič in ga izdal v Halleju na Saškem. Takrat je bil Küzmič učitelj in duhovnik v Čobinu v severnem delu Železne županije. Knjiga ni prvo Küzmičevo delo, tudi ni njegova prva izdana knjiga. Küzmič je pred Kratkim naukom napisal dve deli, ki se nista ohranili. Verjetno je Vöre krsztsánszke krátki návuk prevod ali priredba Luthrovega Malega katekizma. Küzmič je v predgovoru napisal, da je  knjigo prevedel od Luthra. 
V knjigi je pomemben Predgovor, ki je Küzmičev samostojni spis. Zanimiv je zaradi njegovega jezika in sloga, in zato, ker v njem obširno govori o namenu in značaju knjige, kot tudi o njenem mestu v duhovnem življenju svojega rojstnega kraja. Že v prvem stavku poudarja, da ga je k pisanju privedlo pomanjkanje slovenske duhovne literature. Omenja pisatelja pred seboj. Obsoja prednika, da nam ni pustil sledi svojih prizadevanj. Delno pa to opravičuje z jezikovnimi težavami, pa tudi z nemarno lenobo izobražencev, ki so se vdajali le uživanju materialnih dobrin. Položaj evangeličanov v domači pokrajini označuje kot razgnane ovčice brez pastirja. Z navedki iz Svetega pisma označuje čas, ko bo Gospod pustil na zemljo svoje besede poslušanja, lakoto in žejo, kar je že sedaj, ker se ubogi ljudje hvalijo s prazno njegovo vero in golim Kristusovim imenom, ne da bi poznali bistvo vere.
Kot vse knjige tudi ta predgovor preveva pietistična miselnost.
Küzmičeva knjiga je most iz zgodnjega prekmurskega knjižnega jezika. Prva generacija v pravem prekmurskem knjižnem jeziku so bili Mali katechismus, Abeczedarium Szlowenszko in Réd zvelicsánsztva. Dopolnili pa so ga Nouvi Zákon ter dela Mikloša Küzmiča.
Vöre krsztsánszke  je znanilec Nouvega Zákona, prevoda Nove zaveze v prekmurščini.